# Secadera 1631
Secadera 1631 es una variedad cultivar de ciruelo (Prunus domestica), de las denominadas ciruelas europeas,
una variedad de ciruela oriunda de la comunidad autónoma de La Rioja, en Herce (Logroño). Las frutas tienen un tamaño pequeño a medio, color de piel amarillo verdoso o dorado, sin chapa o con zona levemente sonrosada, y pulpa de color amarillo verdosa o ambarina, transparente, de textura medio firme, muy jugosa, y con un sabor muy dulce, muy bueno.

## Historia
'Secadera 1631' variedad de ciruela local cuyos orígenes se sitúan en la zona de la comarca de la Rioja Baja, subcomarca de Arnedo, comunidad autónoma de La Rioja, Herce (Logroño).
'Secadera 1631' está cultivada en el banco de germoplasma de cultivos vivos de la Estación experimental Aula Dei de Zaragoza. Está considerada incluida en las variedades locales autóctonas muy antiguas, cuyo cultivo se centraba en comarcas muy definidas, que se caracterizan por su buena adaptación a sus ecosistemas, y podrían tener interés genético en virtud de su características organolepticas y resistencia a enfermedades, con vista a mejorar a otras variedades.

## Características
'Secadera 1631' árbol de porte extenso, vigoroso, erguido, muy fértil y resistente. Las flores deben aclararse mucho para que los frutos alcancen un calibre más grueso. Tiene un tiempo de floración que comienza a partir del 16 de abril con el 10% de floración, para el 20 de abril tiene una floración completa (80%), y para el 29 de abril tiene un 90% de caída de pétalos.
'Secadera 1631' tiene una talla de tamaño pequeño a mediano, de forma elíptico alargada, ventruda, simétrica o asimétrica, presentando de sutura una línea de color indefinido, transparente, superficial en toda su extensión;epidermis recubierta de pruina blanquecina, no se aprecia pubescencia, con un color amarillo verdoso o dorado, sin chapa o con zona levemente sonrosada y a veces motas escasas carmín vivo, manchas atigradas de color indefinido partiendo en estrías desde la cavidad peduncular, presentando punteado abundante, blanquecino, tamaño variable, con aureola verdosa o sin aureola; Pedúnculo mediano o largo, fino, sin pubescencia, ubicado en una cavidad pedúncular casi inexistente;pulpa de color amarillo verdosa o ambarina, transparente, de textura medio firme, muy jugosa, y con un sabor muy dulce, muy bueno.
Hueso libre o semi libre, pequeño o mediano, elíptico alargado, deprimido en los costados, con la zona ventral casi plana y lisa, surco dorsal bien acusado con bordes con muescas, los laterales poco marcados, y la superficie arenosa semi-lisa.
Su tiempo de recogida de cosecha se inicia en su maduración durante el mes de septiembre.

## Usos
La ciruela 'Secadera 1631' se comen crudas de fruta fresca en mesa, y debido a su sabor dulce, se transforma en mermeladas, almíbar de frutas o compotas para su mejor aprovechamiento.

## Cultivo
Autofértil, es una muy buena variedad polinizadora de todos los demás ciruelos.